# Генджева къща
Генджевата къща (на гръцки: Οικία Γέντζη) е бивша къща в град Воден, Гърция.
Къщата е разположена на улица „Капитан Акритас“ № 5 и площад „Ираклидес“.
В 1972 година е обявена за паметник на културата като „пример за традиционната народна архитектура в града“.